# Kassettenmotor
Ein Kassettenmotor ist eine besondere Bauform des Kraftfahrzeug-Motors, in der zu Zwecken schneller Auswechselbarkeit alle durch einen Motorschaden gefährdeten Komponenten in einer auswechselbaren Einheit zusammengefasst sind. 
In dieser Kassetten-Einheit vereint sich der Zylinderblock, der Zylinderkopf und die Kurbelwelle samt Lagern, Pleueln und Kolben, sowie das Primär-Antriebszahnrad, jedoch ohne die Ölwanne. Diese Einheit wird mit einer mehrfachen Fußverschraubung in das Getriebe eingesteckt, das um die Ölwanne und das Abtriebszahnrad zur Kupplung erweitert ist. Die Passungsgenauigkeit des Zahnrad-Primärantriebs wird über Passstifte herbeigeführt.
Diese Bauart bietet – bei hohem Aufwand – Vorteile im Rennbetrieb, um bei Motorschäden das Fahrzeug in kürzester Zeit wieder betriebsbereit zu  bekommen. Nachteile dieser Bauart sind der hohe mechanische Bearbeitungsaufwand zur passgenauen Fertigung mit den Teilflächen und das Geräuschverhalten der Zahnradtriebe.
Bekannteste Vertreter dieser Bauart sind die Vierzylinder-Motorradmotoren von MV Agusta aus den 1970er Jahren, und einige Bauformen der Bugatti-Motoren.
Diese Bauart ähnelt im Ansatz der früher praktizierten vollständigen Trennung von Motor und Getriebe, wie sie bei englischen Motorrädern bis in die 1980er Jahre (Norton) anzutreffen war, vermeidet jedoch die Nachteile einer Primärantriebskette (Einstellen).